# Ивенецкий район
Ивенецкий район (бел. Івянецкі раён) — административно-территориальная единица в составе Белорусской ССР, существовавшая в 1940—1962 годах. Центр — городской посёлок Ивенец.
Ивенецкий район был образован в 1940 году в составе Барановичской области. По данным на 1 января 1947 года площадь района составляла 1,3 тыс. км². В него входили городской посёлок Ивенец и 15 сельсоветов:
- Волменский
- Деревновский
- Каменский
- Козарезский
- Литвенский
- Налибокский
- Новиковский
- Падневичский
- Рубежевичский
- Рудненский (центр — д. Пильнянская Рудня)
- Сивицкий
- Старинковский
- Теребейновский
- Толкачевщинский
- Хотовский

В 1954 году в связи с упразднением Барановичской области Ивенецкий район был передан в Молодечненскую область, а после упразднения последней в 1960 году — в Минскую область. В 1962 году Ивенецкий район был упразднён, а его территория разделена между Воложинским и Столбцовским районами.
По данным переписи 1959 года, население района составляло 36 408 человек.